# Phorcus sauciatus
Phorcus sauciatus (denominada caramujo-da-Madeira, em português, em alusão à ilha da Madeira) é uma espécie de molusco gastrópode marinho litorâneo pertencente à família Trochidae; classificada por F. C. L. Koch, com o nome Trochus sauciatus, em 1845, na obra Abbildungen und Beschreibungen neuer oder wenig gekannter Conchylien unter Mithülfe mehrerer deutscher Conchyliologen, de R. A. Philippi. É nativa da costa nordeste do oceano Atlântico. Anteriormente havia sido classificada como Trochus sagittiferus por Jean-Baptiste de Lamarck, em 1822, mas sendo este considerado um nomen dubium; e também por Lowe, como Trochus edulis ou Trochus maderensis, em 1843, sendo estes considerados nomen nudum; além de W. Wood ter lhe criado uma classificação inválida de Trochus listeri, em 1828.

## Descrição da concha e hábitos
Concha globosa de até quase 3 centímetros, com forma de turbante e com umbílico ausente ou pouco aparente; com até 5 voltas completas, esculpidas com cordas espirais pouco aparentes, tornando sua superfície estriada. Coloração em castanho ou esverdeado, mais ou menos pálido, coberta por estrias ou manchas pontuais escuras, por vezes avermelhadas. Lábio externo semicircular. Interior nacarado ou esbranquiçado. Opérculo córneo, amarelado, dotado de círculos concêntricos como relevo.
É encontrada em águas rasas, com abundância em alguns locais; na zona entremarés e sobre rochas de costões e arrecifes de inclinação suave, geralmente em locais mais expostos à ação das ondas e principalmente em áreas com algas, pois é espécie algívora.

## Distribuição geográfica
Phorcus sauciatus ocorre nas costas temperadas e subtropicais do oceano Atlântico; presente na Península Ibérica, Madeira e Canárias (na Macaronésia); em 2013 também registrada em pequena população em Açores, alargando a sua distribuição por toda a ilha de Santa Maria e para a vizinha ilha de São Miguel num curto período de tempo.